# Johan van Östergötland

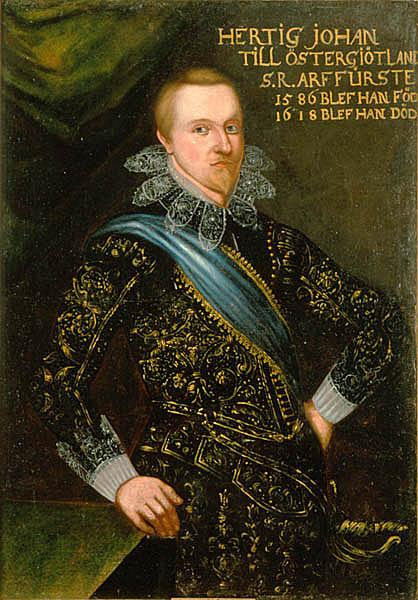
Johan, Hertog van Östergötland
(1589 – 1618)

Johan van Östergötland (kasteel van Uppsala, 18 april 1589 - kasteel van Bråborg (Östergötland), 5 maart 1618) was een prins uit het huis Wasa, dat in Zweden en Polen regeerde. Van 1590 tot 1606 was hij titulair hertog van Finland en van 1606 tot 1618 hertog van Östergötland.
Hij was de zoon van koning Johan III van Zweden (1537-1692) en van koningin Gunilla Bielke (1568-1697). Johan had recht op de Zweedse troon maar zag daarvan af in ruil voor grote en rijke feodale bezittingen. Hij liet alleen een bastaardzoon na die op zijn beurt geen nageslacht had.
Johan van Östergötland was ridder in de Jehova-orde.
- Gemeinsame Normdatei: 141232056
- LIBRIS: 205340
- Système universitaire de documentation: 221803769
- Virtual International Authority File: 31969181
- WorldCat: E39PBJbtjXBy7jyxy7kC4jH9jC